# 拉斯卡夫里亚
拉斯卡夫里亚，是西班牙马德里自治区的一个市镇。总面积150平方公里，总人口1550人（2001年），人口密度10人/平方公里。